# گای هدلوند
گای هدلوند (انگلیسی: Guy Hedlund؛ ‏ ۲۱ اوت ۱۸۸۴ – ۲۹ دسامبر ۱۹۶۴) بازیگر اهل ایالات متحده آمریکا بود.
از فیلم‌هایی که وی در آن نقش داشته‌است، می‌توان به رام کردن زن سرکش، نبرد و در ایتالیای کوچک اشاره کرد.